# پارچوفتسه
پارچوفتسه (به لهستانی:  Parczowce) یک روستا در لهستان است که در گمینا کوژنگتسا واقع شده‌است.